# Gymnura crooki
Gymnura crooki  (лат.) — вид рода скатов-бабочек семейства гимнуровых отряда хвостоколообразных. Эти скаты обитают в субтропических водах северо-западной части Тихого океана у побережья Гонконга. Ведут донный образ жизни. Грудные плавники скатов-бабочек образуют диск, ширина которого намного превосходит длину. Позади глаз расположены брызгальца. Максимальная ширина диска 45 см. Размножение происходит путём яйцеживорождения. Эмбрионы развиваются в утробе матери, питаясь желтком и гистотрофом.

## Таксономия
Впервые новый вид был описан в 1934 году . Он известен всего по одному самцу длиной 45 см, найденному на рынке в Коулуне и назначенному голотипом. Вид назван в честь Альфреда Крука, бывшего директора школы Куинс Колледж, Гонконг.

## Описание
Грудные плавники скатов-бабочек сливаются, образуя ромбовидный диск, они вытянуты в виде широких «крыльев», превосходящих длину диска. Рыло короткое и широкое с притуплённым кончиком. Позади глаз имеются брызгальца. На вентральной стороне диска расположены довольно крупный изогнутый рот, ноздри и 5 пар жаберных щелей. Между ноздрями пролегает кожаный лоскут. Зубы мелкие, узкие и заострённые. Брюшные плавники маленькие и закруглённые.

## Биология
Подобно прочим хвостоколообразным скаты-бабочки размножаются яйцеживорождением. Эмбрионы развиваются в утробе матери, питаясь желтком и гистотрофом.

## Взаимодействие с человеком
Международный союз охраны природы ещё не оценил статус сохранности данного вида.